# Kwoon
Pour les articles homonymes, voir Kwoon (groupe).
Le kwoon (en cantonais) ou guǎn (en mandarin pinyin. De 館 en écriture chinoise traditionnelle et 馆 en chinois simplifié) ou kuan ou kouan est le lieu où sont exercés les arts martiaux chinois, équivalent du dojo japonais, bien que la structure et le style d'enseignement soient distincts entre le kwoon et le dojo. Ce terme désignait initialement un temple taoïste.